# 西虬江

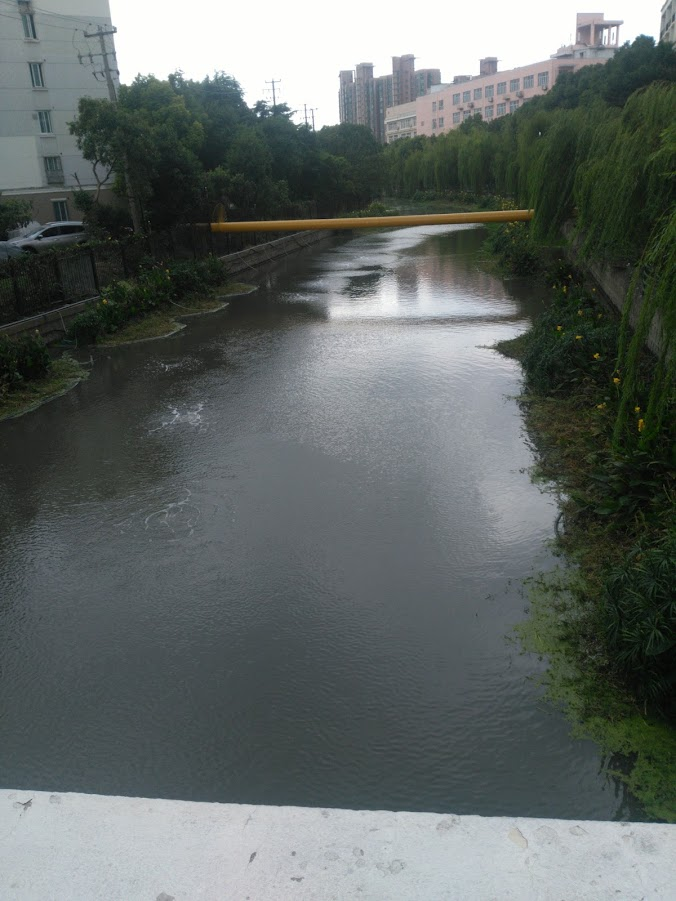
西虬江，攝於花家浜路上，遠處粉紅色建築為曹楊中學

西虬江是中華人民共和國上海市嘉定區和普陀區的一條河流，全长17.89千米，西起嘉定區封浜，東至普陀區境內桃浦河與真如港交界處。西虬江原為虬江一部分，1954年、1972年和1980年，當地政府對虬江大规模疏浚，不少河道被填埋，最終虬江只剩下西、中、东三段河道。1981年，桃浦河以西河道更名为西虬江。西虬江河水污染严重，终年黑臭。2002年，當地政府對西虬江河道實施整治。